# 後臀前肛鰻
後臀前肛鰻，為輻鰭魚綱鰻鱺目通鰓鰻科的其中一個種。

## 分布
本魚僅在台灣宜蘭縣南方澳發現一尾。

## 特徵
本魚無鱗，具有胸鰭。上頜較下頜長。前上頜骨齒2枚。上頜骨齒細小，形成齒帶。下頜骨齒1列，為較大之犬齒；鋤骨齒5枚。前上頜骨齒與鋤骨齒為複合齒，每一枚複合齒之基部有一小丘狀組織。背鰭起於胸鰭稍後。脊椎骨數120。體長為體高的15.6倍；尾長為頭與軀幹的6.7倍；頭長為吻長的5.1倍。口裂超過眼之後緣。眼小，有尾鰭。肛門至鰓裂之距離小於頭長。體褐色，下方較淡；背鰭、臀鰭為白色。

## 生態
屬於底棲魚類，在150公尺深處捕獲，僅有一尾，可能以甲殼類及軟體動物為食。

## 經濟利用
不具經濟價值。